# Queen Harrison
Queen Harrison (Loch Sheldrake, 10 september 1988) is een atleet uit de Verenigde Staten van Amerika.
Op de Olympische Zomerspelen van Beijing in 2008 liep Harrison de 400 meter horden. Ze werd zevende in de halve finale.
- World Athletics: 14312088